# London Conversation
London Conversation è il primo album in studio del cantautore scozzese John Martyn, pubblicato nel 1967.

## Tracce
Tutte le tracce sono di John Martyn, eccetto dove indicato.

1. Fairy Tale Lullaby – 2:50
2. Sandy Grey (Robin Frederick) – 2:25
3. London Conversation (Martyn, J. Sundell) – 2:42
4. Ballad Of An Elder Woman – 2:43
5. Cocain (Trad., arr. John Martyn) – 2:59
6. Run Honey Run – 2:37
7. Back To Stay – 3:28
8. Rolling Home – 5:43
9. Who's Grown Up Now – 4:01
10. Golden Girl – 2:34
11. This Time – 3:07
12. Don't Think Twice It's Alright (Bob Dylan)